# ای‌آرام-۶۵۷ مامبورتا
ای آر ام-۶۵۷ مامبورِتا (اسپانیایی: ARM-657 Mamboretá‎) یک پرتاب کننده و غلاف حامل راکت ساخت آرژانتین است که ۶ موشک اسپید ۵۷ میلی‌متری را حمل می‌کند. این جنگ‌افزار در هواگردهای آی‌ای ۵۸ پوکارا، امبرائر ئی‌ام‌بی ۳۱۲ توکانو، آی. ای-۶۳ پامپا، ای-۴ای‌آر فایتینگ‌هاوک، ام‌دی ۵۰۰ دیفندر نیروی هوایی آرژانتین مورد استفاده قرار می‌گیرد. همچنین انتظار می‌رود که توسط یو اج-۱ هیویی ۲ و سی‌اچ-۱۴ آگوئیلوچونیروی زمینی آرژانتین مورد استفاده قرار گیرد. این جنگ‌افزار توسط فابریکاتسیونه میلیتارس (اف.ام) و CITEDEF طراحی شده است، قرار است برای بهبود عملکرد این جنگ‌افزار، خط تولید در اف. ام راه اندازی شود.
راکت غیرقابل هدایتی که شلیک می‌کند آسپید (اسپانیایی: Áspid‎)نام داد که می‌توان سر جنگی آن را برای اهداف مختلف نظامی تغییر داد. کاربری اساسی این جنگ‌افزار، انجام ماموریت‌های پشتیبانی هوایی نزدیک و ضد شورش است.
این جنگ‌افزار دارای دوگونه است: A با فاصله سنج و B بدون فاصله سنج.